# Alex Clariño
Alex Clariño (26 agosto 1956 – Manila, 21 agosto 2002) è stato un cestista filippino.

## Carriera
Con le Filippine ha disputato i Campionati mondiali del 1978 e due edizioni dei Campionati asiatici (1977, 1979).